# Accumulateur nickel-fer
Les accumulateurs nickel-fer, inventées par Thomas A. Edison et Waldemar Jungner en 1901, sont des batteries secondaires alcalines à conception tubulaire. Dotées d'une grande longévité, ces types accumulateurs furent historiquement utilisés dans des conditions difficiles, pour l’éclairage et la traction dans les mines, également pour la propulsion dans les sous-marins. Souvent décrite comme étant l'une des batteries les plus robustes et durable, avec les batteries au Nickel-Cadmium, son électrode positive est composée d'oxide-hydroxyde de Nickel (NiOOH) et son électrode négative d'oxyde de Fer (FeOH). Leur résistance aux abus (sur-charges, décharges profondes, court-circuitages) et leur durée de vie de plus de 25 ans en condition d'utilisation normale, les classait en 2010 comme la batterie rechargeable ayant la plus longue longévité, devant les batteries NiCd,.L'électrolyte aqueux alcalin ininflammable, à base d'eau distillée, contient de la potasse (KOH) et de d'hydroxide de lithium (LiOH), dans des proportions respectives de 25% et de 5%. Les matériaux actifs composants les électrodes sont sous forme de poudre insérée dans des tubes plaqués-nickel ou des poches perforées (construction dite "tubulaire").

## Historique
Tout commença avec l'inventeur Suédois Waldemar Jungner, à l'origine de la batterie au nickel-cadmium, développée en 1899. Jungner commença à faire l'expérimentation de la substitution du fer par du cadmium, en proportions variables. Il prototypa ainsi différents types d'accumulateurs alcalins, notamment le couple redox nickel-cadmium, puis le nickel-fer. Son premier brevet suédois pour ces deux technologies fut déposé le 22 janvier 1901. Jungner avait déjà créé sa société au printemps 1900, la "Ackumulator Aktiebolaget Jungner", en vue de commercialiser ses batteries et mettre en œuvre ses idées. Sa société fut la toute première à mettre sur le marché différents types d'accumulateurs : au nickel-cadmium, à l'argent-cuivre, et surtout les toutes premières versions des batteries NI-Fe. Sa compagnie s'engagea peu de temps après sa création dans des poursuites judiciaires avec Thomas Edison concernant la brevetabilité de leurs inventions respectives. En effet, Edison avait déposé un brevet allemand valide le 6 février 1901 et un brevet américain valide le 16 juillet 1901, tandis que Jungner avait un brevet suédois dont la date de validité débutait au 22 janvier 1901. Cette mêlée judiciaire et l'impossibilité de retracer les différents événements qui menèrent à l'aboutissement d'une batterie nickel-fer viable commercialement attira une certaine critique envers Edison, qui fut accusé de plagiat. Toutefois, il est certain que les deux parties avaient engagé des recherches indépendantes qui furent menées en parallèle. Il fallu attendre 1909, avec la découverte d'une méthode de co-précipitation éléctrolytique afin d'obtenir une masse spongieuse de cadmium et de fer à partir d'une solution de sulfate. Initialement, les mélanges métalliques, avec le fer comme constituant principal, étaient préparés grâce à cette méthode, et la masse fut majoritairement constituée de fer. Il fut découvert par la suite que cette méthode permettait de produire une électrode composée majoritairement de cadmium. Le mélange avec le fer réduisant la tendance des particules de cadmium à s'agglomérer, et de provoquer une baisse de capacité, la transition vers des électrodes cadmium fut opérée avec succès. C'est la raison pour laquelle historiquement on attribue l'invention du nickel-cadmium au nom de Jungner, bien que ce dernier fut en réalité à l'origine de l'abréviation commerciale "NIFE" , raccourci pour "Nickel-Fer". Malgré des progrès techniques évidents, la société de Jungner fut liquidée en 1910.
Le développement des cellules nickel-fer pris son envol avec les recherches d'Edison, et ses divers prototypages, qui aboutirent à une version finale en 1908. Les premières versions de la batterie furent produites et commercialisées en 1901, jusqu'en 1904, date à laquelle elles furent retirées du marché, à cause d'une certain faiblesse dans la construction des boitiers. Entre 1904 et 1908, Edison déposa plus d'une quarantaine de brevets portant sur l'amélioration des performances de la cellule, ou sur des méthodes de fabrication. La version produite à partir de 1908 fut définitive, et à ce jour, les batteries Ni-Fe conservent quasiment toujours les mêmes caractéristiques et ont hérité de la technique de fabrication qu'Edison mit au point en 1908.

## Utilisations
Les batteries Ni-Fe furent longtemps utilisées dans des environnements difficiles, tels que des mines, en raison de leur haute résistance aux vibrations et aux fluctuations de températures. Elles sont par ailleurs utilisées en transports en communs souterrains (chemin de fer et métro). Parmi quelques exemples, les locomotives souterraines électriques de Londres et la ligne de métro R62A de New York
Produites et commercialisées de 1903 à 1972 par la société Edison Storage Battery Company dans le New Jersey, elles furent à l'origine développées par Edison dans une optique d'utilisation commerciale dans les véhicules électriques. Les batteries Ni-Fe firent l'objet de trois programmes de recherche & développement conséquents dans les années 1970. Ainsi, Eagle Pincher, Sanyo & Panasonic mais aussi SAFT & Varta se penchèrent sur la conception originale de la batterie d'Edison, afin de l'améliorer. Ces diverses études, menées sur une dizaine d'années et malgré un budget global conséquent de 10 millions de dollars, furent abandonnées.
Aujourd'hui, elles se démocratisent à nouveau dans des applications stationnaires, telles que des système solaires en sites isolés, ou leurs robustesse et leur bonne cyclabilité les rends particulièrement bien adaptée à ce type de configuration,. Fabriquées uniquement en Russie ou en Chine, certains sites spécialisés les commercialisent depuis quelques années avec succès, aux États-Unis mais également en France, en Europe et en Australie,,,,. Une filière de recyclage de batteries Ni-Fe s'est également mise en place, avec une société spécialisée aux États-Unis dans le reconditionnement de batteries originales Edison fabriquées au début du siècle dernier.

## Conception interne
La conception actuelle d'une batterie Ni-Fe est restée fidèle à celle d'Edison il y'a un siècle. Elle se base sur une conception dite tubulaire (« pocket-plate ») ou l’oxide de fer sous forme de poudre fine est emprisonné dans des poches perforées (afin de permettre la circulation de l’électrolyte) faites d’acier plaqué nickel de forme rectangulaire,fixées ensuite sur le châssis collecteur. Les poches sont ensuite pressées contre le châssis afin d’obtenir une bonne conductivité de l’ensemble de l’électrode. Le châssis est une structure légère frappée à partir de fines feuilles de métal plaquées au Nickel pour prévenir la corrosion. L'hydroxyde de Nickel (NiOOH), dont la pureté doit être maximale afin d'assurer de bonnes performances, est issu de poudre de Nickel haute pureté de type T225, produite par le groupe minier Vale. Les tubes sont fabriqués à partir de ruban en métal très fin, finement perforés et plaqués de Nickel, d'environ 3 mm de diamètre chacun. À l'intérieur de chaque tube on retrouve un mélange d'hydroxyde de Nickel et de poudre T225.
Aujourd'hui les fabricants utilisent de l'hydroxyde de cobalt comme additif dans l'électrode de Nickel, dans des proportions de 1 à 5% de la masse totale de l'électrode, afin d'améliorer la conductivité et augmenter la capacité de décharge. .

## Couple redox et éléctrochimie
La demi-réaction ayant lieu à l'électrode positive (Nickel) : 
2 NiOOH + 2 [H2]O + 2 e− ↔ 2 Ni(OH)2 + 2 OH−
La demie-réaction ayant lieu à l'électrode négative (Fer) (plateau 1)
Fe + 2 OH− ↔ Fe(OH)2 + 2 e−
L'équation du couple redox s'inscrit ainsi :
3Fe + 8NiOOH + 4H2O ↔ 8Ni(OH)2 + Fe3O4
Les réactions se lisent de gauche à droite durant la décharge, et de droite à gauche pour la recharge. La réaction rédox est de type transfert d'oxgène, et dépend de la profondeur de décharge. On peut donc déterminer deux plateaux de décharges :
- Le plateau 1, de décharge faible, correspondant à un potentiel de réduction standard E0 = −1.22Vvs. Ag/Ag2O, ou se produit une oxydation du Fe vers de l'hydroxyde ferreux (II). La capacité théorique est de 962 mAh g−1.
- Le plateau 2, de décharge profonde, correspond à un potentiel de réduction standard EO = E 0 = −0.90Vvs. Ag/Ag 2 O, ou se produit une oxydation du FeOH2 vers des espèces secondaires (Fe3O4, FeOOH). La capacité théorique respective 199 et 298 mAh g−1.
Durant la charge d’une électrode fer en milieu alcalin, la décomposition de l’eau à la surface de l’anode par électrolyse génère de l’hydrogène(« hydrogen overpotential ») : 
H 2 (g) + 2OH − ↔ 2H 2 O (l) + 2e
C'est la raison pour laquelle une cellule Ni-Fe génère de l'hydrogène et de l'oxygène durant la recharge.
Le voltage en circuit ouvert (OCV) d'une Ni-Fe se mesure à 1.45v, et possède un voltage nominal (EMF) de 1.2v. Les éléments composants l'électrolyte (KOH & LiOH) ne sont pas consommés durant les cycles de charges-décharges, contrairement aux batteries plomb, et de ce fait, la densité de l'électrolyte ne peut être utilisée comme indication d'état de charge. Le voltage de charge-absorption est de 1.65v, il peut-être augmenté jusqu'à 1.70 en cas d'égalisation. Le courant de charge optimal d'une batterie Ni-Fe correspond à un C/5 (soit 60A pour une batterie de 300Ah), soit 15-20A de courant pour 100A de capacité. La densité énergétique d'une cellule Ni-Fe est de 30 Wh/Kg, et sa puissance spécifique est d'environ 25W / Kg. Le courant de décharge maximal d'une cellule Ni-Fe correspond à un C/3.
Le rendement énergétique d'une batterie Ni-Fe ("round trip efficiency", à ne pas confondre avec le rendement coulombique et le rendement du voltage) se situe en moyenne aux alentours de 80%. Cette valeur diffère en fonction de l'état de charge de la batterie, ainsi on peut atteindre un rendement de 86% sur un plateau de décharge moyenne (SOC 50%)  et un rendement de 76% avec une décharge initiale faible (20%).

## Cyclabilité et durée de vie
La cyclabilité d'une cellule Ni-Fe dépend principalement de la température ambiante. À 20°, en décharge profonde (>80% DOD), les valeurs affichées dans la littérature sont les suivantes : 
- 4000 cycles à 100% DOD, étude "The Handbook Of Batteries"
- 4000 cycles à 80% DOD, étude "Alkaline Storage Batteries, Uno & Salkind".
La longévité des batteries Ni-Fe s'explique chimiquement. La dégradation structurelle des électrodes est quasi-inexistante, le NiOH ayant une solubilité de 6.5 x 10-18 dans une solution de NaOH à 15M à 25°, et la solubilité du FeOH  étant quasiment identique. Les batteries Ni-Fe sont reconditionnables, c'est-à-dire qu'il est possible de procéder à un changement complet d'électrolyte, idéalement tous les 10 ans, afin de raviver ses performances. La solution  est ainsi complètement changée. Ces capacités cycliques sont généralement exprimées avec un critère dit de "EOL" (end of life), correspondant à une valeur plancher de capacité résiduelle au-dessous de laquelle la batterie est considérée comme hors-service. Habituellement, le seuil de l'EOL se situe à 80%, néanmoins, comme une batterie Ni-Fe possède une durée de vie calendaire de plusieurs décennies, elle pourra continuer à débiter du courant longtemps encore après avoir franchie son seuil EOL.
Certains cas de reconditionnement de batteries Nickel-Fer âgées de plusieurs décennies sont documentés. Des batteries datant de 1934 furent ainsi remises en service, après reconditionnement, en récupérant 50% de leur capacité initiale (soit un facteur annuel de dégradation d'environ 0,6%). Il est possible d'obtenir plus de 12000 cycles en cyclage partiel, à des profondeurs de décharge (DOD) de 20%, entre chaque reconditionnement (changement d'électrolyte).

## Rôle du lithium dans l'électrolyte
Contrairement aux idées reçues, l'adjonction d'hydroxide de lithium fut mentionné dans le brevet original déposé par Edison en 1901. Lorsque de l'hydroxyde de lithium est ajouté à l'électrolyte, il y a un effet bénéfique à la fois sur la capacité et sur la durée de vie de l'éléctrode positive (électrode Nickel). L'augmentation de la capacité est proportionnelle à la concentration en LiOH dans une solution de 21% de KOH, et les meilleurs résultats ont été obtenus avec 50g/L de LiOH (augmentation de la capacité de 22.3%). Au niveau de l'électrode négative (Fer), les études sont plus disparates, mais il est fait état que le LiOH augmente également la capacité de l'électrode Fer encore plus que pour celle de Nickel. En effet, dans une solution à 20% de KOH, avec et sans addition de LiOH à hauteur de 11g/L, la capacité de l'électrode Fer déchargée dans la solution lithiée était environ 34% supérieure à celle non lithiée.

## Solubilité des électrodes
La solubilité des divers éléments constituants d'une cellule nickel-fer est primordiale afin d'évaluer correctement son comportement à long terme et impact directement la cyclabilité.

### Solubilité des hydroxides de Nickel
Bien qu'il n'y ait pas de consensus ferme sur la solubilité des oxides et hydroxides de Nickel dans des concentrations diverses de KOH, et contrairement au cadmium (qui lui possède une solubilité appréciable dans des solutions alcalines) il semble raisonnable d'estimer que les composants de Nickel ont une solubilité insignifiante, peu importe leur état de valence. Elle est en effet estimée dans une solution de NaOH (hydroxide de sodium) à 6.5x 10-18.

### Solubilité du Fer
Le fer métallique est progressivement dégradé par une solution alcaline, comme le montre l'équation ci-dessous :
Fe +2H2O →  Fe(OH)2 + H2
Cette réaction est accélérée par hautes températures et par des concentrations d'électrolyte élevées. Cependant, la solubilité du Fe(OH)2 reste limitée, le produit de solubilité étant seulement de 10-15. Si l'électrode négative est sur-déchargée, c'est-à-dire si son état de décharge atteint un potentiel correspondant à une évolution en oxygène, alors le fer se transmet dans la solution sous forme d'ions FeO2-4. L'impact de la température est profond, car à 0°, avec une solution de KOH à 40%, la solubilité du fer est insignifiante. À l'inverse à 70°, elle devient substantielle. Il faut malgré tout garder à l'esprit qu'en conditions normales d'utilisation, le fer conserve une solubilité négligeable. En effet, une batterie nickel-fer est exceptionnellement utilisée au-delà de 50°, la concentration en électrolyte n'est jamais supérieure à 30% w/w, et l'électrolyte est composée de KOH, non pas de NaOH. De surcroît, avec l'augmentation de la résistance interne, une batterie nickel-fer est rarement sur-déchargée (SOC <10%). Tout ces facteurs font que la solubilité du fer reste stable durant la durée de vie d'une batterie NIFE.

## Phénomène de carbonatation de l'électrolyte
Toutes les chimies alcalines sont sujettes à différents degrés au phénomène dit de carbonatation, par lequel le CO2 de l'air est absorbé par l'hydroxyde de potassium pour former du carbonate de potassium (K2CO3). Il y a en réalité deux sources potentielles de carbonatation : 
- l'oxydation du graphite contenu dans l'électrode positive. Ce processus se déroule durant la charge des batteries au nickel-cadmium. Le graphite n'est cependant pas un additif rajouté dans les cellules nickel-fer.
- l'absorption du CO2 de l'air. Cela peut se produire pendant la charge de la batterie, mais plus particulièrement durant la préparation de la solution électrolyte. Afin de prévenir ce phénomène, le meilleur moyen reste l'utilisation d'une couche d'huile minérale sur l'électrolyte afin d'assurer une interface étanche entre l'air et la solution et de freiner au maximum la carbonatation.

L'impact délétère de la formation de carbonate dans l'électrolyte réside dans la diminution de la conductivité ionique de la solution, étant donné que les ions hydroxydes seront en quantités moindres. Cela impactera néanmoins beaucoup plus les décharges courtes que les décharges longues utilisées dans les systèmes photovoltaïques par exemple. De ce fait, une batterie utilisée pour des courant de décharge moyens peut tolérer une concentration de carbonate bien plus élevé qu'une utilisation à décharge élevée (>1/C pour du Nickel-Cadmium). La réalité sur le terrain permet d'apprécier l'impact de la carbonatation, et dans la majorité des utilisations, l'accumulation de carbonates dans l'électrolyte est tellement longue qu'elle reste imperceptible sur une durée de vie normale d'une batterie alcaline (20 ans).

### Mesures préventives
De manière générale, les batteries au nickel-fer ne doivent pas avoir leur soupape de ventilation ouvertes de manière prolongée, sauf lors du remplissage, afin d'éviter au maximum le contact et la pénétration de l'air dans la batterie. On considère qu'un taux de carbonate reste tolérable jusqu'à des seuils de 120g/l pour des batteries au nickel-fer, sans avoir d'impact majeur sur ses performances en décharge longue.

## Maintenance, optimisation de la capacité et renouvellement de l'électrolyte
Sur des périodes d'utilisation prolongée (>10 ans), la densité de l'électrolyte diminue du à l'évaporation provoquée par la génération de gaz durant la charge et la dilution progressive de la concentration consécutive aux remplissages périodiques de la batterie nickel-fer (3 mois). Il est admis qu'une gravité spécifique de l'électrolyte inférieure à 1.160 (à tester avec un hydromètre/densimètre de batterie). Durant la vie d'une batterie au nickel-fer, il est courant d'avoir recours à un changement d'électrolyte toutes les décennies environ afin d'optimiser les performances sur le long terme.
Par ailleurs, le renouvellement de l'électrolyte peut-être également justifiée en cas de baisse de capacité, qui peut s'expliquer par la présence d'oxydes de fer type Fe3O4 (magnétite), qui sont très peu conductrices. Ces oxydes se forment principalement en cas de stockage prolongé sans charge (+6 mois). En fonctionnement normal, la charge régénère le fer métallique et empêche l'oxydation avancée de l'électrode. La passivation des électrodes de Fer qui s'ensuit provoque une baisse de capacité qui peut parfois être conséquente. De plus, si la batterie n'est pas chargée régulièrement, la stagnation de l'électrolyte qui s'ensuit (peu de brassage) favorise la précipitation de Fe3O4 au lieu de former de l'hématite (rouge brun). L'électrolyte accumule des ions Fe2+ qui précipiteront sous forme de magnétite.
La réaction chimique à l'œuvre est la suivante :
3Fe(OH)2+O2→Fe3O4+3H2O Fe+O2+[H2]O→Fe3O4

### Procédure de reconditionnement d'une batterie Ni-Fe
Il faut tout d'abord décharger complètement les batteries, puis les court-circuiter pendant 3 heures. Pour vider l'électrolyte, déconnecter tous les inter-connecteurs de cellules afin de pouvoir manipuler chaque bloc individuellement pour les vider. Si l'électrolyte n'est pas transparent et à l'air sale, rincer les cellules à l'eau distillée, secouer, puis procéder au versement de l'électrolyte neuf. Une fois l'électrolyte neuf mis en place, il faut procéder à une procédure de reconditionnement en leur faisant subir une charge C/5 pendant 15 heures.

### Proportions et fabrication de l'électrolyte
Les concentrations en KOH à respecter varient en fonction de la température d'utilisation d'une batterie Ni-Fe. Typiquement pour des plages de température normales d'utilisation, on utilise les concentrations suivantes : 
| Température ambiante | Densité (g/cm3) | Composition de l'électrolyte |
| -------------------- | --------------- | ---------------------------- |
| -10 ° / +30°         | 1.20 +/- 0.012  | KOH + 50g / LiOH             |

Ainsi, pour une densité voulue comprise entre 1.19 / 1.21 g/cm3, les concentrations à respecter sont de 20% de KOH et de 5% de LiOH.